# Gömörhosszúszó
Gömörhosszúszó (szlovákul: Dlhá Ves, korábban Hosúsovo) község Szlovákiában, a Kassai kerület Rozsnyói járásában.

## Fekvése
Rozsnyótól 22 km-re délnyugatra, a Gömör–Tornai-karsztvidéken, a magyar határ mellett fekszik. Szomszédos települések: északkeletre Szádvárborsa 5,3 km-re (Silická Brezová), keletre 3 km-re Kecső (Kečovo), délkeletre 5,3 km-re Aggtelek, nyugatra 4,7 km-re Csoltó (Čoltovo), északnyugatra 4,5 km-re Pelsőcardó (Ardovo).

## Története
A község területe főként az aggtelek-domicai barlangrendszer közelségének köszönhetően már az újkőkorszakban lakott volt, de kerültek elő itt bronzkori leletek is a pilinyi kultúra idejéből.
A falut valószínűleg a 12. században alapították, első birtokosai a Kacsicsok voltak. Először 1332-ben a pápai tizedjegyzékben említik „Horuati" néven. 1423-ban „Hoziwho", 1427-ben „Wziuzow" néven szerepel az írott forrásokban. Első templomát a Bebekek építették 1371-ben.  A 14. században vámszedőhely volt. Később a Bejei család birtoka, azonban 1660-ban lakossága a török támadások következtében elpusztult. Ekkor pusztult el régi temploma is. Ezután Murány vidéki szlovákokkal és ruszinokkal telepítették be. 1773-ban 24 jobbágytelekkel rendelkezett. Lakói főként földműveléssel foglalkoztak. 1828-ban 67 háza volt 464 lakossal, akik főként mezőgazdasággal foglalkoztak.
A 19. század közepén Fényes Elek eképpen írja le: „Hosszúszó, tót-magyar falu, Gömör vmegyében, Pelsőcz, Ardó és Kecső helységekkel határos. Van benne az evangelikusoknak templomjok, mellyben az isteni szolgálat még eddig tót nyelven tartatik. A lakosok ugyan, csaknem mindnyájan magyarúl is beszélnek; a lelkek száma 535-re megy: evang. 508, reform. 9, róm. kath. 18. Van 11 5/8 urbéri telke, szántófölde 276 köblös, rétje 70 kaszás, erdeje 700 hold. Folyóvize nincs, kútjaiból, bár az egész helység lapos helyen s völgyben fekszik, szárazság idején sokszor egészen kiapad a viz. Szántófölde vadvizes, őszibúza helyett inkább tavaszit és jó zabot termesztenek; a marhatenyésztést igen kedvellik; juhaik s kecskéiknek köves hegyei egészséges legelőt adnak. A lakosok többnyire szénégetéssel és annak fuvarozásával keresik élelmöket. Birják ezen helységet: Kerepessi, Gotthard és Szeleczki urak. Ut. p. Tornalja."
Gömör-Kishont vármegye monográfiájában pedig ezt olvashatjuk róla: „Hosszúszó, a dobsina-bánrévei vasútvonal mentén fekvő magyar és tót kisközség, körjegyzőségi székhely, 111 házzal és 540, nagyobbára ág. ev. h. vallású lakossal. A község neve 1425-ben Hozywzow és Hozwzó, 1435-ben Hozywazow. Ez időben vámhely volt és a Bebek család bírta. A Bebekektől a Bejei család szerezte meg, de 1496-ban már a Tornallyay család a birtokosa, később pedig a Ragályi, Jekelfalussy, Kerepesy, Gotthard és Szeleczky családok, most pedig Hegyessy Sándor örököseinek van itt nagyobb birtokuk. A községet a törökök több izben feldúlták; később a Rákóczy-féle mozgalmak alatt is újra elpusztult. 1714-ben éhhalál ütött ki a községben, 1789-ben pedig az egész község porrá égett. Ág. h. ev. temploma 1792-ben épült. A község határában ered a ragályi patak. A falu postája, távírója és vasúti állomása Pelsőcz."
1920-ig Gömör-Kishont vármegye Tornaljai járásához tartozott, majd az új csehszlovák állam része lett. 1938 és 1944 között újra Magyarországhoz tartozott.

## Népessége
| Év:            | 1994. | 2004.   | 2014.   | 2024.   |
| -------------- | ----- | ------- | ------- | ------- |
| Emberek száma: | 660   | 598     | 564     | 527     |
| Eltérés:       |       | -9,39 % | -5,68 % | -6,56 % |

| Év:            | 2023. | 2024.   |
| -------------- | ----- | ------- |
| Emberek száma: | 515   | 527     |
| Eltérés:       |       | +2,33 % |

1890-ben 575 lakosából 499 magyar és 76 szlovák anyanyelvű volt.
1910-ben 560 lakosa mind magyar anyanyelvű volt.
1921-ben 582 lakosából 499 magyar és 83 csehszlovák volt.
1930-ban 581 lakosából 448 magyar és 106 csehszlovák volt.[forrás?]
1941-ben 610 lakosából 595 magyar volt.
1980-ban 802 lakosából 694 magyar és 105 szlovák volt.
2001-ben 639 lakosából 554 magyar és 84 szlovák volt.
2011-ben 586 lakosából 465 magyar és 102 szlovák volt.
2021-ben 522 lakosából 379 (+27) magyar, 131 (+7) szlovák, 3 (+1) cigány, (+1) egyéb és 9 ismeretlen nemzetiségű volt.

## Neves személyek
- Itt szolgált Mohr Gedeon (1911-1974) író, történész.

## Nevezetességei
- evangélikus temploma 1792-ben épült klasszicista stílusban. 1913-ban megújították. Főoltára 1802-ben készült.
- A község népművészetét a 2001-ben megnyitott faluház mutatja be.

## Testvértelepülések
Gömörhosszúszó testvértelepülése a következő:
|              | Ország       | Település | Vármegye / Járás             |
| ------------ | ------------ | --------- | ---------------------------- |
| Magyarország | Magyarország | Maglód    | Pest vármegye, Vecsési járás |